# NGC 6322
NGC 6322 este o galaxie situată în constelația Scorpionul. A fost descoperită în 1 iunie 1834 de către John Herschel. Se află la o distanță de 995 de parseci de Pământ.